# Accatastare
Il principio dell'accatastare, dal punto di vista antropologico e architettonico, è quello per cui la dislocazione nello spazio di una serie di elementi, uguali o diversi tra di loro (pietre, sabbia, oggetti...) è data da una pura sovrapposizione degli stessi, che genera un prodotto artificiale la cui forma è scolpita dalla sola forza di gravità messa in relazione con le caratteristiche fisiche degli elementi usati (forma, dimensioni, peso, materiale...). L'atto fisico dell'accatastare, che trova ascendenza immediata con l'identico processo del tutto naturale (es. duna di sabbia o frana di massi), è forse il gesto architettonico più semplice in assoluto e si ritiene sia all'origine di strutture primitive come le piramidi, ricorrenti anche tra civiltà diverse e distanti tra loro, e i muri a secco.

## Il concetto
La relazione tra la forza di gravità e le caratteristiche fisiche del materiale (forma, peso, rigidità, etc.) è alla base di strutture elementari, generate anche in assenza di una intenzione progettuale. L'azione dell'accatastare appare addirittura banale tanto da non giustificare una sua analisi in chiave tecnologica. Eppure il solo dislocare gli elementi nello spazio dà origine non solo a costruzioni elementari ma strutture evolute e architetture importanti.
Risalendo alle origini della tecnologia (cfr.natura e artificio) la trasformazione del materiale da uno stato originario più o meno noto ad un risultato osservabile può anche essere il risultato di azioni differite nel tempo, oppure essere contestuali alla generazione della struttura. L'indagine che permette di riconoscere la tecnica sia naturale sia artificiale è di tipo deduttivo e risale dalla forma o struttura generata al processo generatore.
La rotondità di un sasso racconta il rotolamento di un detrito roccioso nel letto fangoso di un fiume. La spinta dell'acqua e la viscosità della superficie di appoggio si combinano per consentire l'accrescimento progressivo del nucleo e la regolarità della forma. Se la sabbia cade in modo continuo da un incavo posto in alto, il deposito a terra assumerà una forma conica. L'azione di una eventuale brezza interferisce con la geometria del deposito sabbioso. Molto probabilmente la linea di proiezione subirà avanzamenti e arretramenti, assumendo l'andamento ondulato tipico delle dune.
I sassi taglienti trasportati dal ghiacciaio si accatastano nelle morene come i ciottoli tondeggianti negli argini dei fiumi. La trasposizione del principio costruttivo dalla natura all'uomo appare persino banale: il passaggio a cumuli di pietre in funzione rituale o protettiva prima, l'organizzarsi delle pietre nelle piramidi e nelle murature a secco poi.

## La dislocazione nello spazio come germe della forma per oggetti e luoghi

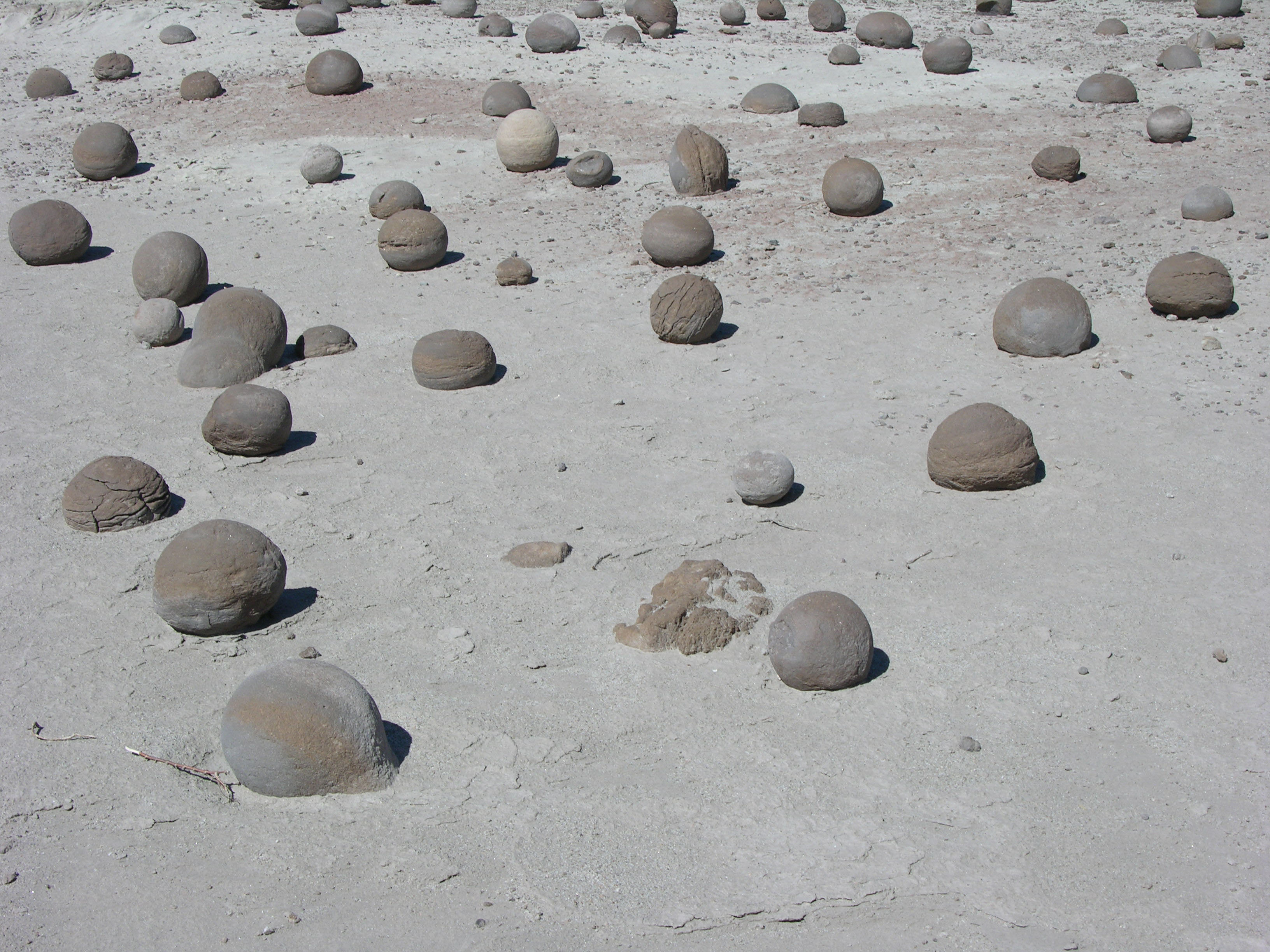
La sfera prodotta dal rotolamento
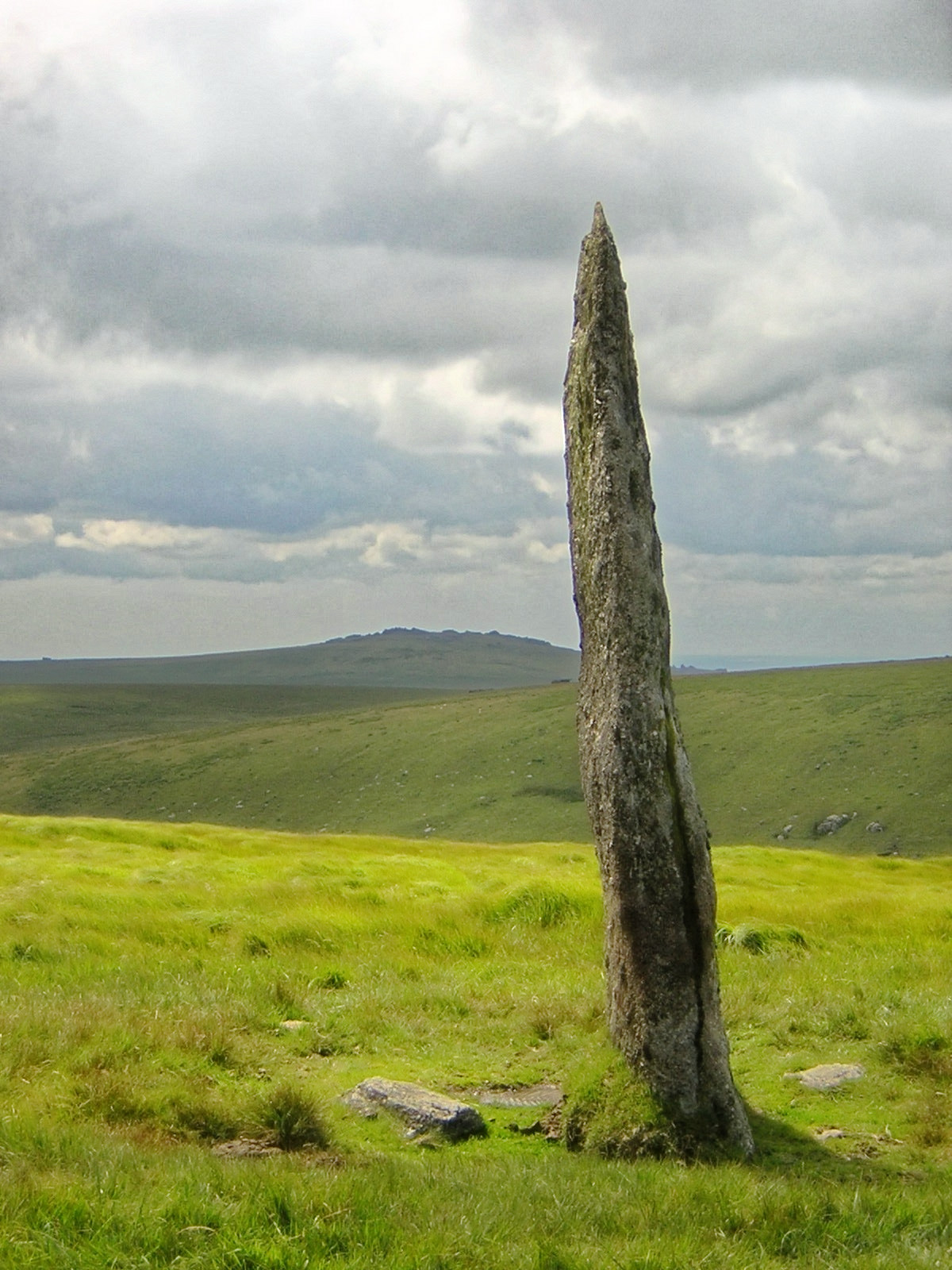
La pietra che identifica il luogo
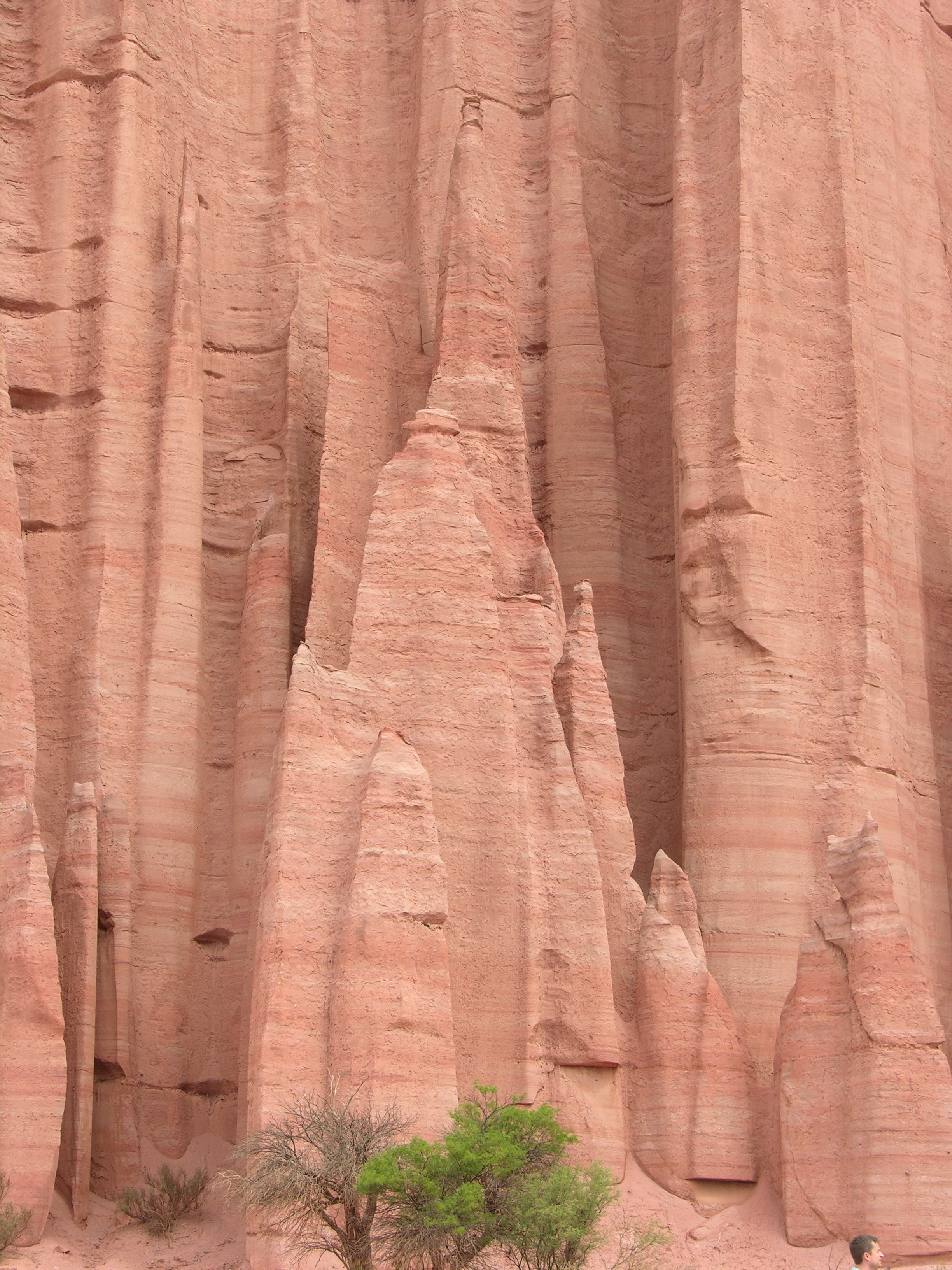
Il vento come progettista e costruttore
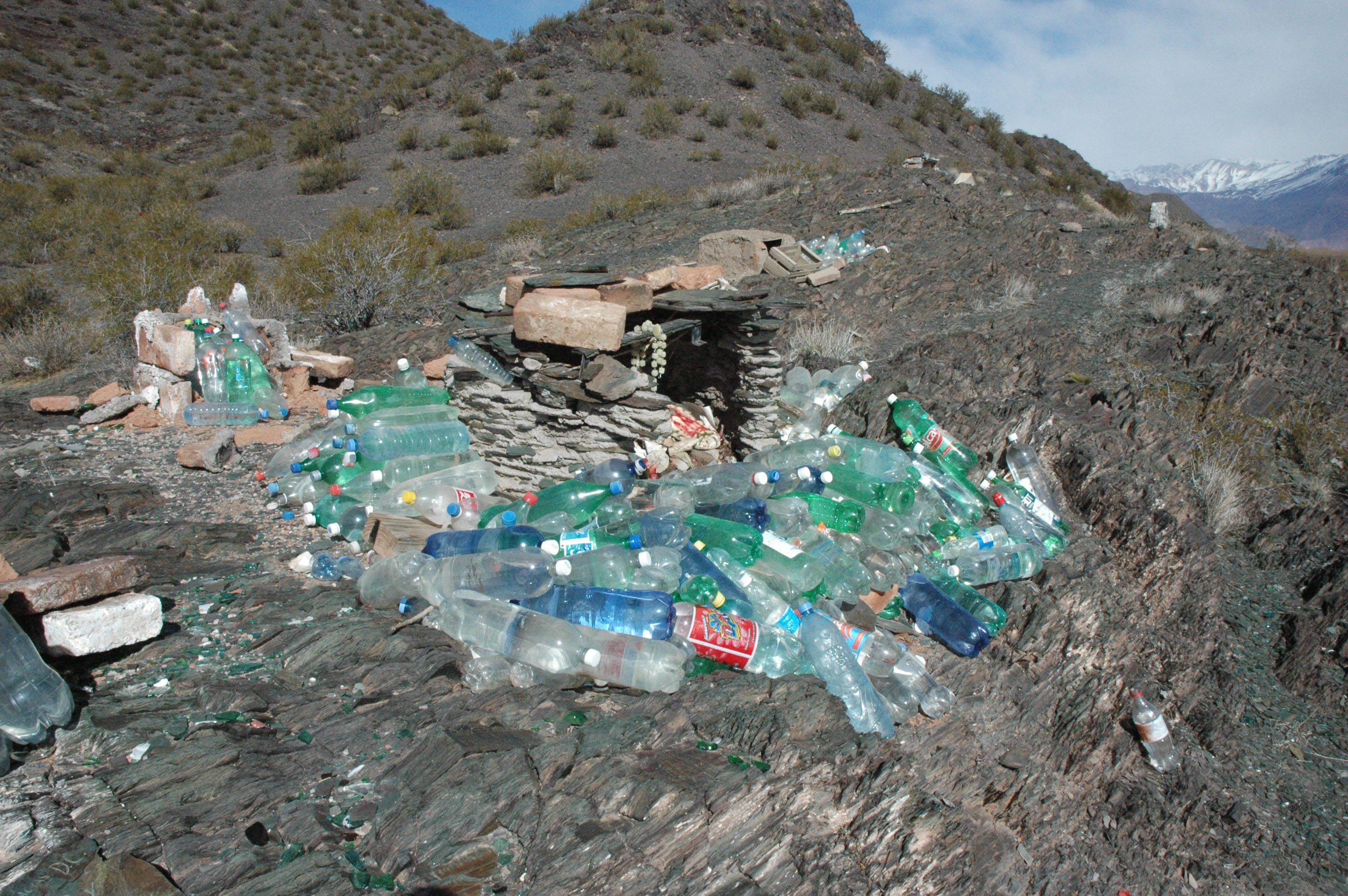
I cumuli della ritualità votiva

Per dare congruenza ad una tecnica centrata sull'accatastamento è necessario abbinare la dislocazione nello spazio dei singoli elementi, sino a configurare in insieme solidale, con la sagomatura funzionale degli stessi. Dal punto di vista evolutivo, la relazione temporale e funzionale tra dislocazione e sagomatura non è biunivoca o predeterminata. Ci può essere l'una senza l'altra, prima l'una poi l'altra e viceversa. Soltanto a posteriori, con il consolidarsi di una tecnica come la muratura in pietra, le singole azioni di trasformazione assumono un tempo ed una funzione specifica all'interno del processo costruttivo, secondo processi ricorrenti nell'architettura preistorica.
In altri termini la duna, la morena e la piramide possono essere considerate uguali dal punto di vista del comportamento strutturale e delle logiche costruttive. Sovrapponendo un insieme di elementi incoerenti, il cumulo tende inevitabilmente a restringersi verso l'alto o ad espandersi nella parte bassa sino a trovare una condizione di equilibrio correlata all'attrito tra i pezzi.
Non è solo l'uomo a saper ripetere azioni elementari finalizzate a processi costruttivi congruenti e a tipologie funzionali. I castori cominciano la loro attività costruttiva tagliando con i denti alberi di essenze sia morbide che dure. I rami o tronchi più robusti sono piantati sul fondo del ruscello, inserendo appesantimenti in basso e rami più piccoli negli interstizi. La costruzione è inoltre consolidata da pietre o tronchi sommersi, ancoraggi e puntellature sui fianchi ed impermeabilizzazioni con fango e argilla.

## Il comportamento strutturale nello spazio condizionato dalla gravità

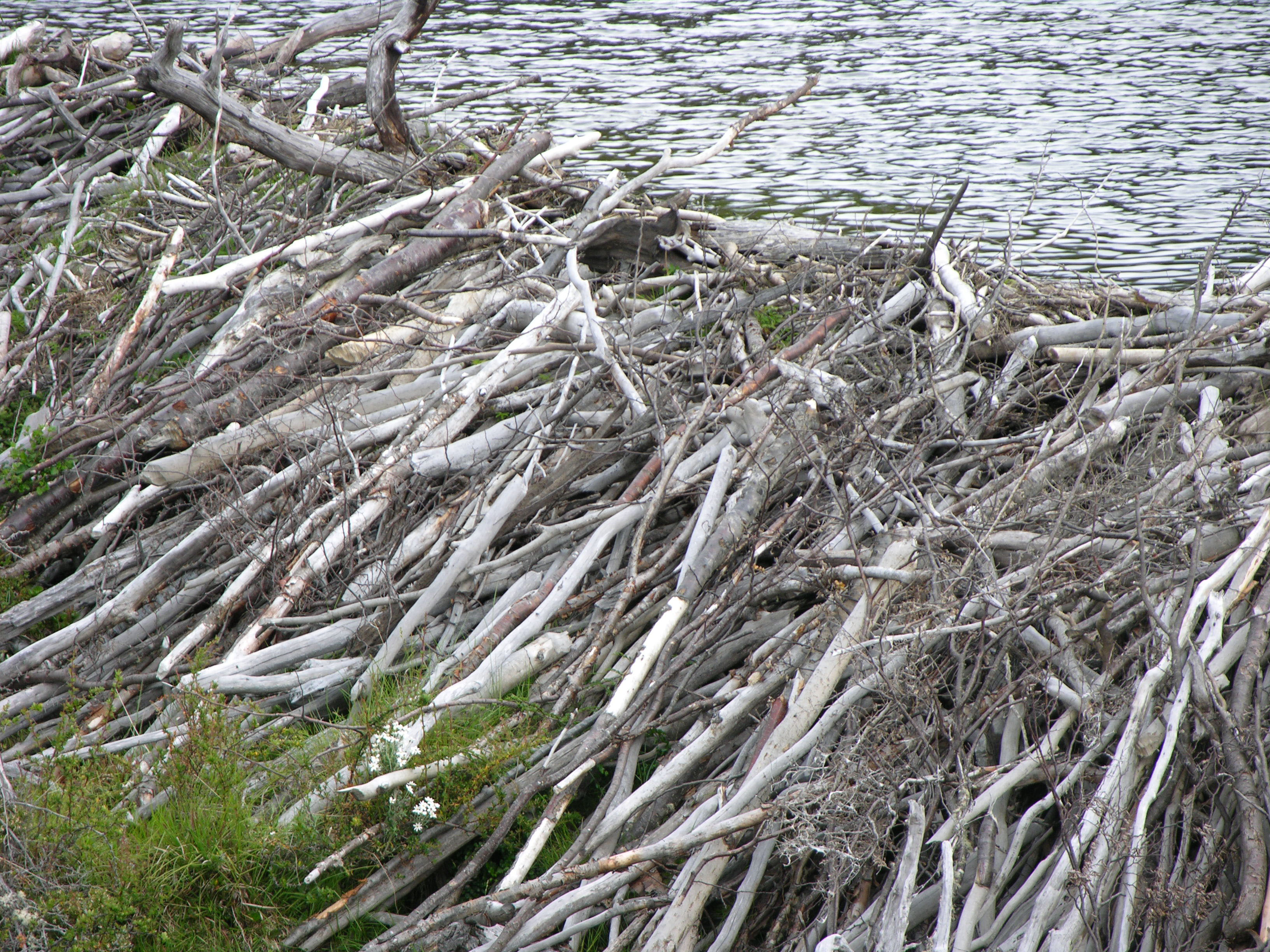
Tronchi disposti a contrasto della corrente
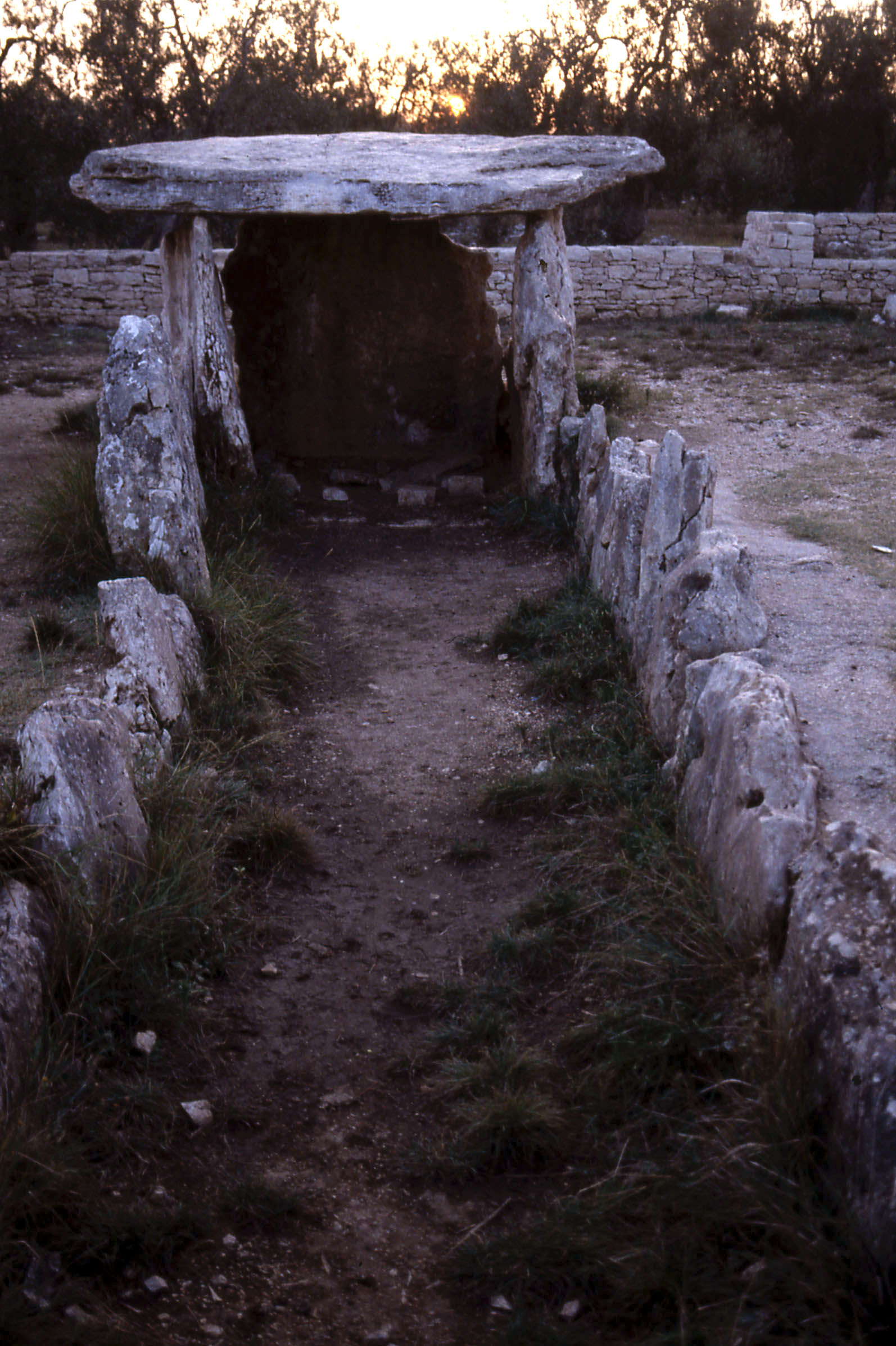
Il dolmen con la grande lastra appoggiata
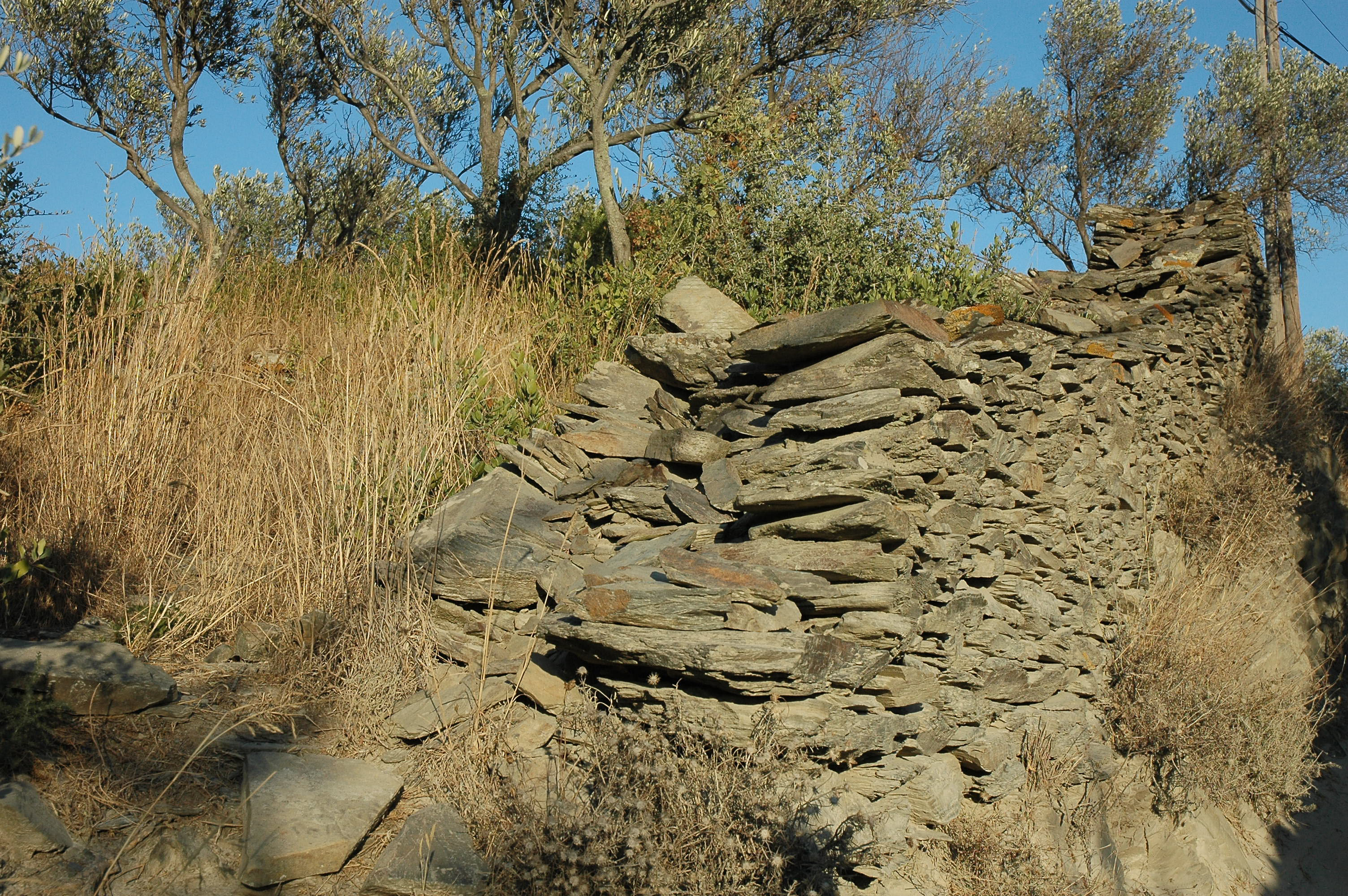
Il muro di recinzione a secco
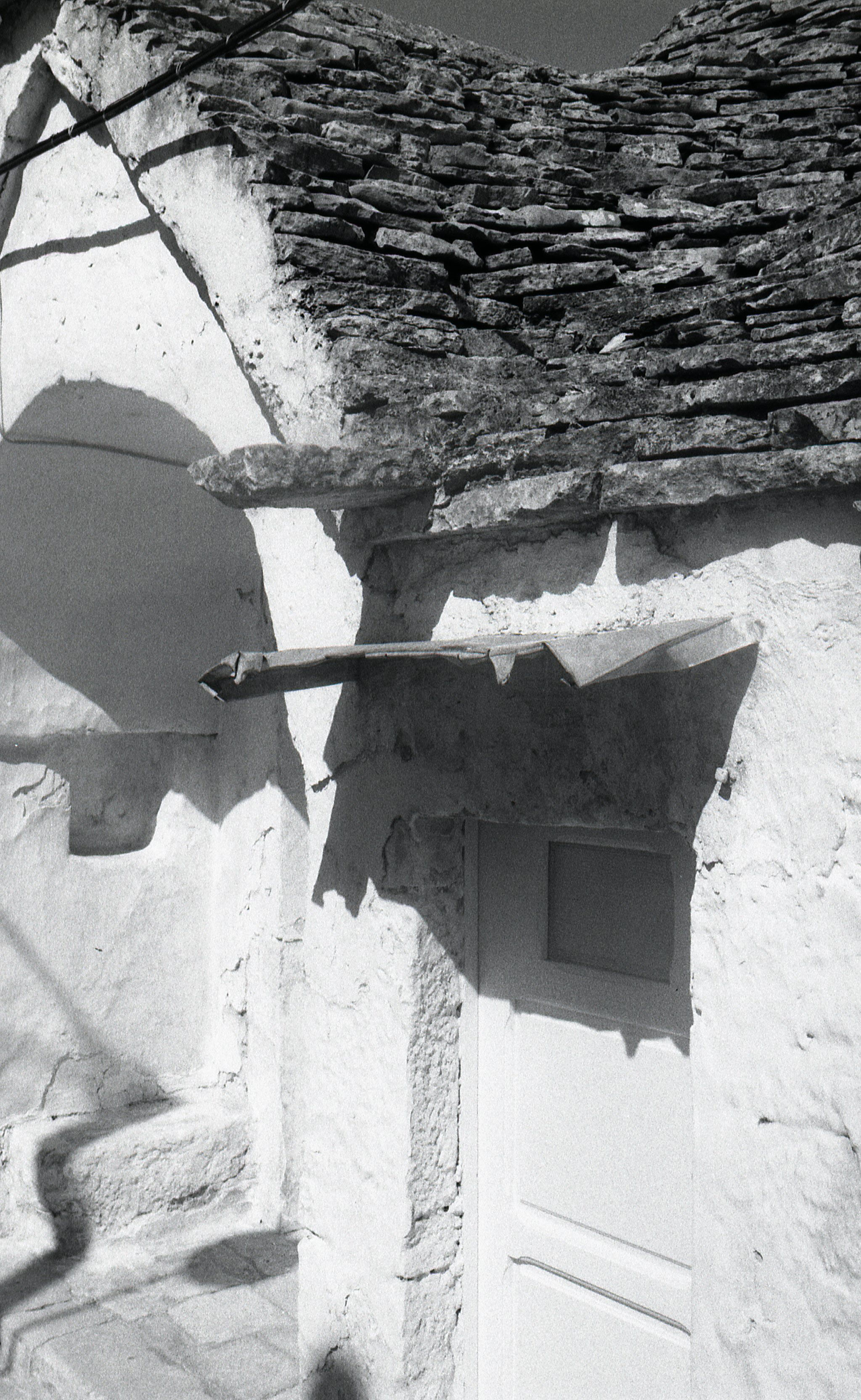
Scaglie di lavagna disposte a cono per la copertura

Una volta conquistata la consapevolezza del peso, ovvero di come agisce la forza di gravità, le configurazioni del costruito diventano maggiormente complesse, pur restando ancorate a comportamenti strutturali relativamente semplici. La sagomatura dei pezzi in pietra e la loro sovrapposizione secondo strategie sperimentate sono i due capisaldi necessari e sufficienti allo sviluppo delle architetture greca ed egizia basate sulla pietra.
Combinando gli stessi elementi in una gerarchia diversa i risultati tecnologici possono differire significativamente. Come la vespa vasaio anche l'uomo forma pallottole sfruttando la malleabilità del fango. La ripetitività dei gesti suggerita dall'esperienza, soprattutto in campo agricolo con l'aratura e la semina, si materializza in sequenze ordinate di aggiunte proporzionate alla dimensione della mano utilizzata come utensile. Le pallottole di fango non possono che disporsi l'una a fianco all'altra in modo da formare file che poi potranno essere sovrapposte tra loro. Sebbene non riconoscibile immediatamente nel manufatto realizzato, la relazione tra il corpo umano (dimensioni delle mani, movimento delle braccia), materiale e forza di gravità che suggerisce i principi costitutivi di una tecnica costruttiva congruente come quella del mattone e della muratura, dalla quale poi deriva una geometria con le file che si incurvano sino a generare archi e volte a botte e così di seguito.
Con lo sviluppo della muratura l'accatastamento in quanto tale perde di leggibilità e di autonomia. I modelli strutturali, tipologici e figurativi nascono dal combinarsi e contaminarsi di tecniche diverse e diventa poco esplicativo utilizzare parametri univoci. Ciò non toglie che nelle murature tanto in terra cruda e cotta quanto in pietra, la dislocazione e sagomatura dei pezzi resti strettamente vincolata al peso, alla forza di gravità e quindi all'accatastamento. Questi aspetti, per esempio, risultano evidenti nelle linee dell'architettura greca arcaica con la definizione dei primi ordini architettonici che saranno poi la base formale per la maggior parte della storia dell'architettura occidentale.

## L'integrazione delle tecniche attraverso la sostituzione dei materiali

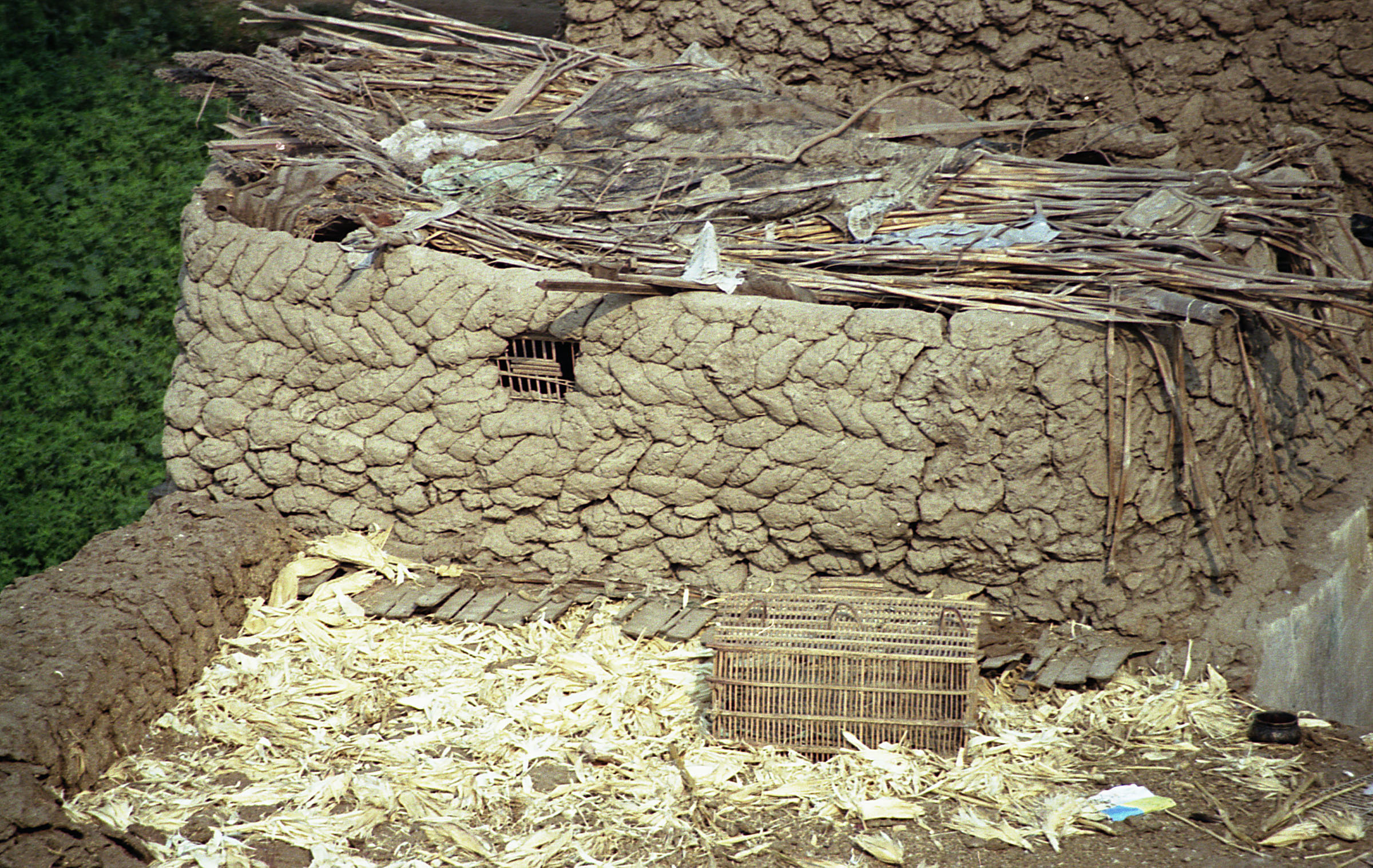
I gesti della mano nel muro di fango
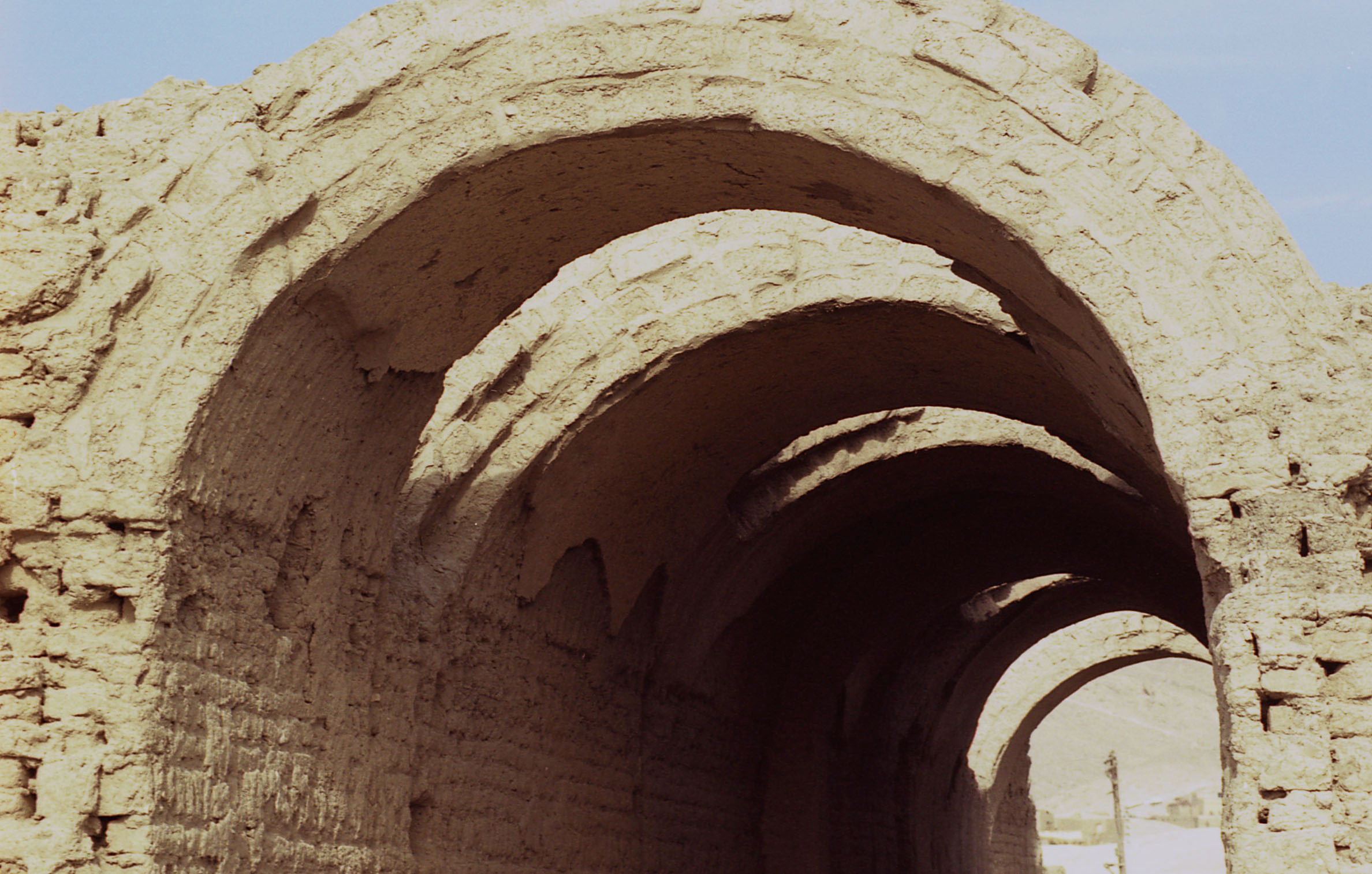
La modellazione del fango con la volta a botte
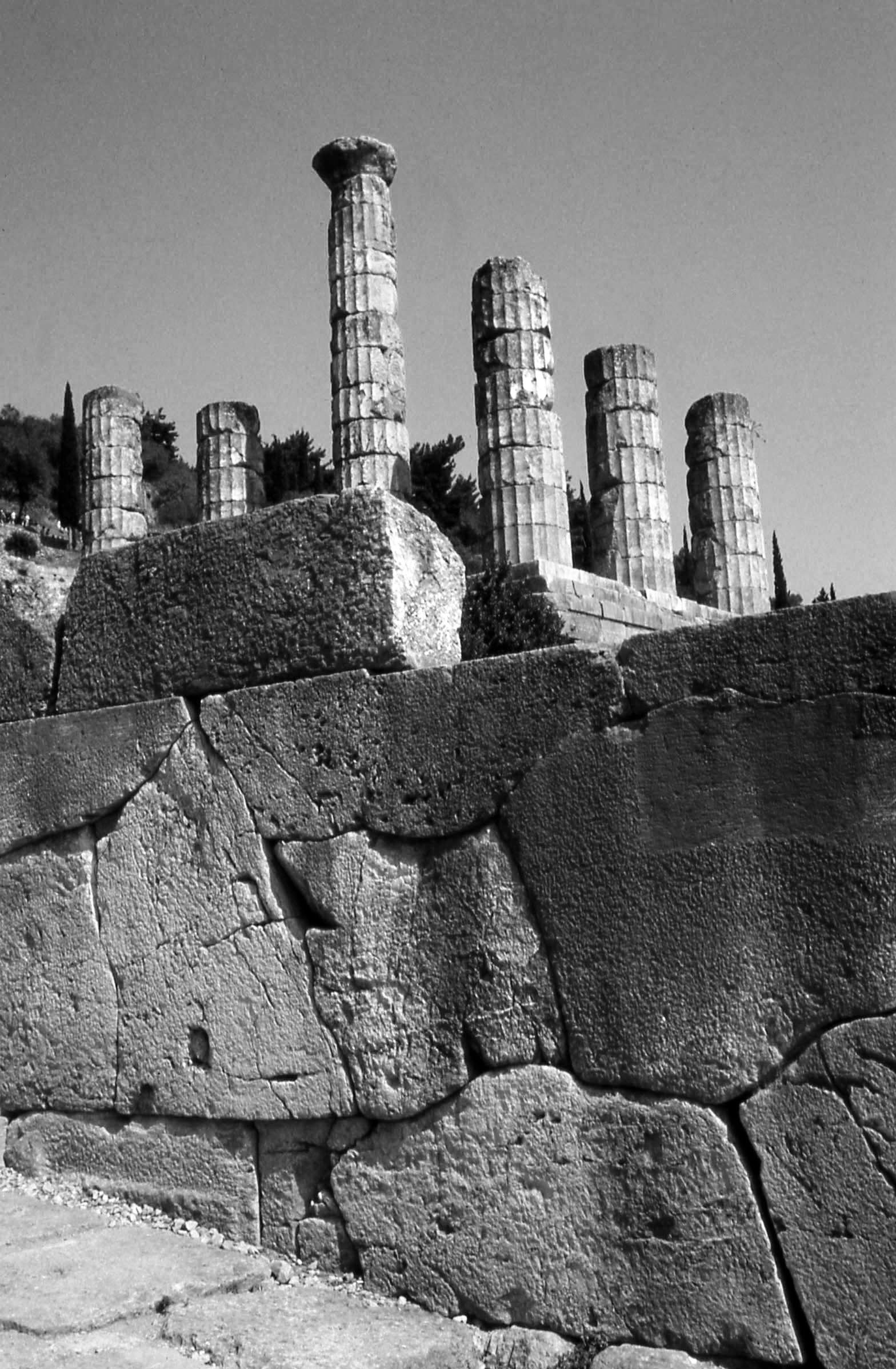
Regolarizzazione  dei blocchi e del suolo
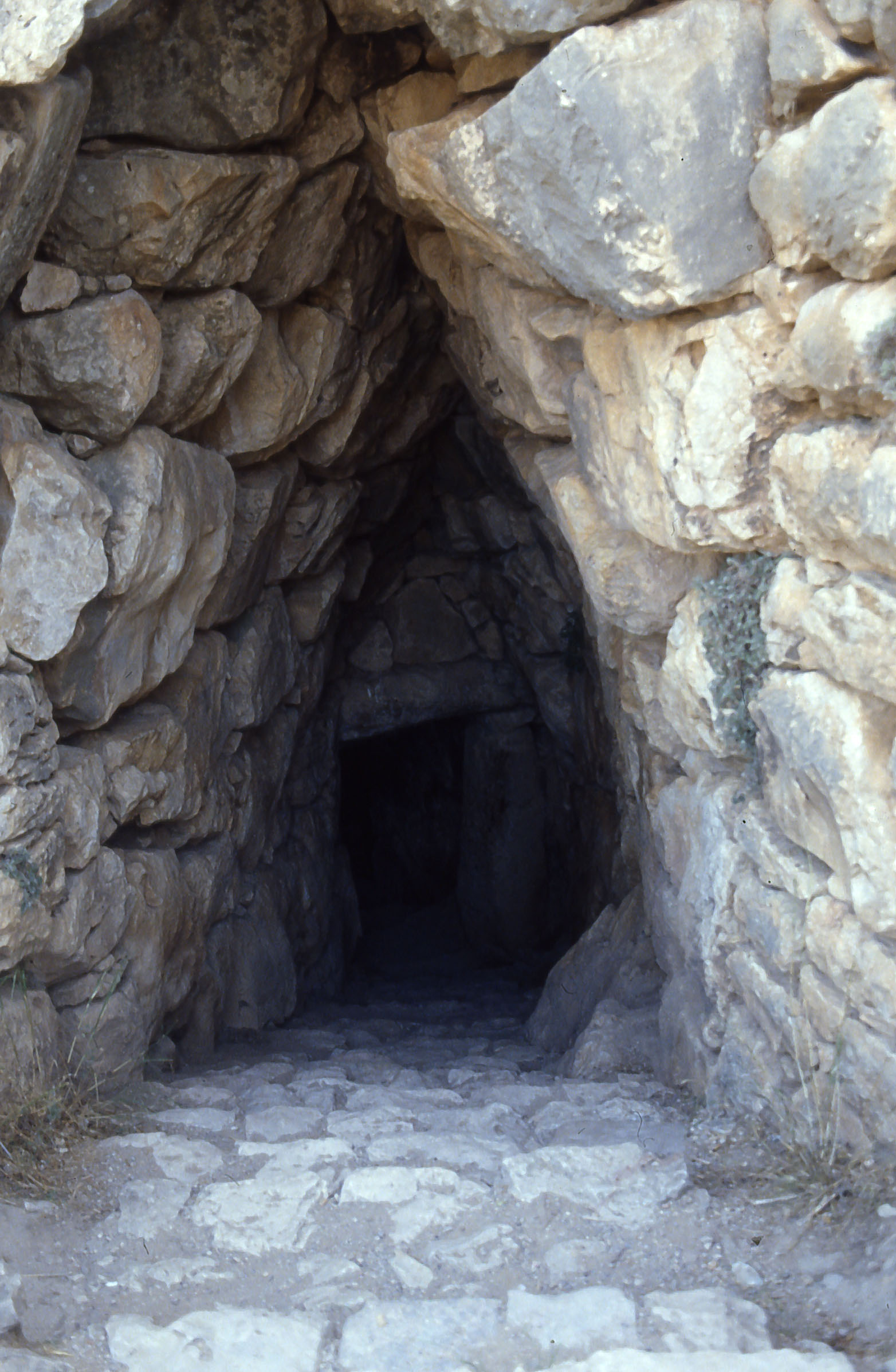
La grotta ricostruita con massi sovrapposti